# 이소모시리섬
이소모시리섬(Isomoshiri Island)은 일본 홋카이도 네무로 지청의 네무로시에 속해있는 섬이다. 일본이 실효 지배하고 있다.
하보마이모시리섬의 동쪽에 위치해 있다. 이 섬은 너무 면적이 좁고 사람이 살기 부적합하기 때문에 사람이 살지 않는다. 기후는 한랭한 기후가 나타난다.

## 같이 보기
- 하보마이모시리섬
- 카부섬
- 토모시리섬
- 치토모시리섬
- 모리유리섬
- 유루리시마섬